# 赫伯特島

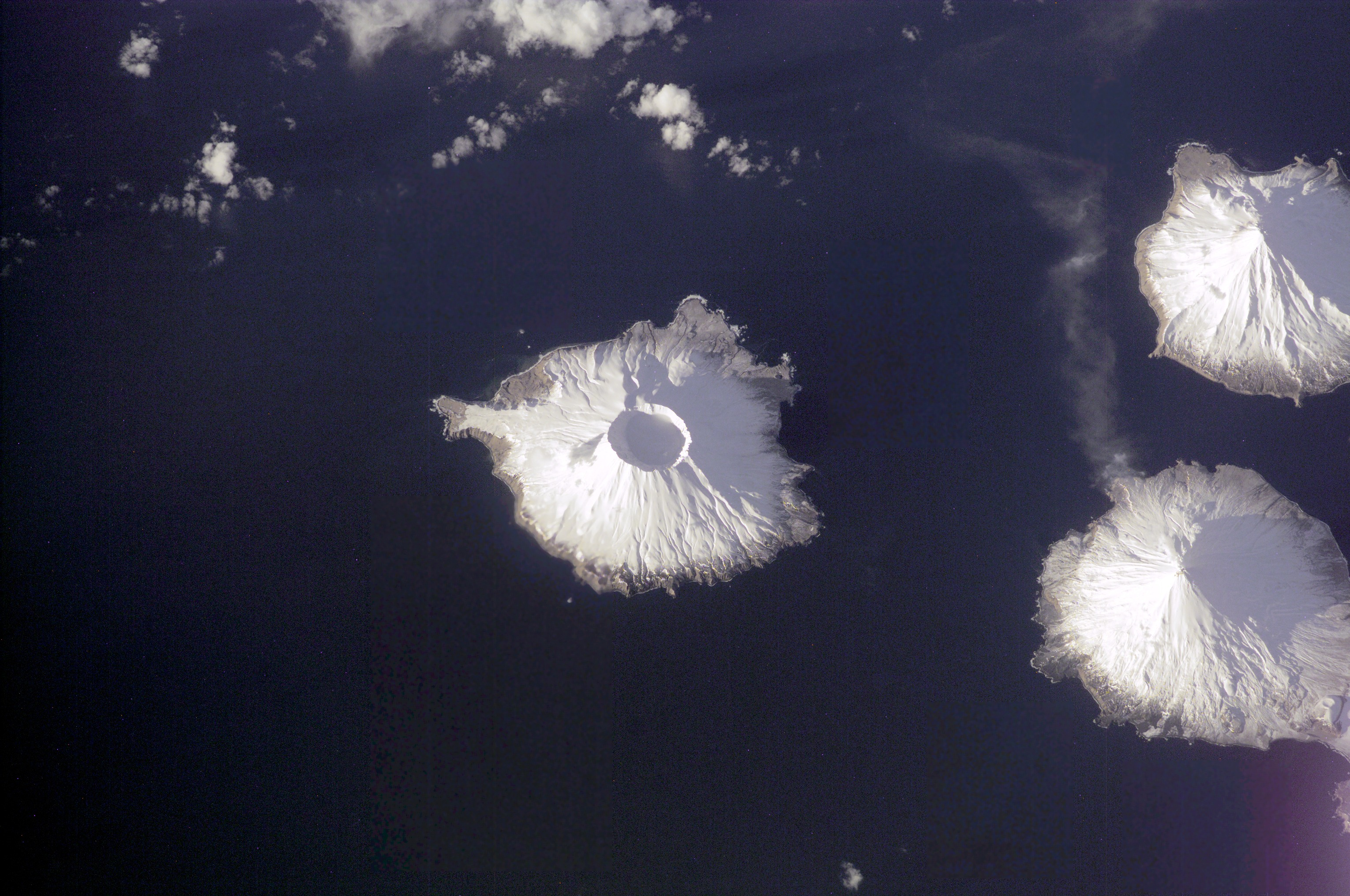

赫伯特島是美國的島嶼，位於太平洋海域，屬於四山群島的一部分，由阿拉斯加州負責管轄，長8.95公里、寬9.14公里，最高點海拔高度1,280米。
52°45′11″N 170°07′10″W / 52.75306°N 170.11944°W